# Reaktywacja (minialbum Grammatika)
Reaktywacja – minialbum polskiej grupy muzycznej Grammatik. Wydawnictwo ukazało się 7 lutego 2004 roku nakładem wytwórni muzycznej EmbargoNagrania.
Płytę poprzedził singel do utworu tytułowego. Materiał został wyprodukowany przez Kociołka, Zjawina i duet Bitnix. Scratche wykonał DJ Panda. Natomiast miksowanie i mastering wykonali odpowiednio Noon i Jacek Gawłowski. Nagrania znalazły ponad 10 tys. nabywców. 
W 2005 roku wydawnictwo wzbogacone o dodatkowe utwory ukazało się na płycie winylowej.

## Lista utworów
Opracowano na podstawie materiału źródłowego.
CD
1. „Reaktywacja (wersja A)” (rap: Eldo, Juzek, produkcja: Kociołek, scratche: DJ Panda, miksowanie: Noon, mastering: Jacek Gawłowski) – 2:45
2. „Nie mam czasu / List do ciebie” (rap: Eldo, Juzek, produkcja: Zjawin, miksowanie: Noon, mastering: Jacek Gawłowski) – 3:36
3. „Od dawna” (rap: Eldo, Juzek, produkcja: Kociołek, miksowanie: Noon, mastering: Jacek Gawłowski) – 2:41
4. „Abstrakcja” (rap: Eldo, Juzek, produkcja: Bitnix, Greenhouse, miksowanie: Noon, mastering: Jacek Gawłowski) – 4:11
5. „Reaktywacja (wersja B)” (rap: Eldo, Juzek, produkcja: Kociołek, scratche: DJ Panda, miksowanie: Noon, mastering: Jacek Gawłowski) – 2:25
6. „Nie mam czasu / List do ciebie (remiks)” (rap: Eldo, Juzek, produkcja: Bitnix, miksowanie: Noon, mastering: Jacek Gawłowski) – 3:28
7. „Wiara czyni cuda” (rap: Eldo, Juzek, produkcja: Bitnix, miksowanie: Noon, mastering: Jacek Gawłowski) – 2:00

LP
| Strona A 1. „Reaktywacja (wersja A)” (rap: Eldo, Juzek, scratche: DJ Panda, produkcja: Kociołek) – 2:45 2. „Nie mam czasu / List do ciebie” (rap: Eldo, Juzek, produkcja: Zjawin) – 3:36 3. „Od dawna” (rap: Eldo, Juzek, produkcja: Kociołek) – 2:41 4. „Reaktywacja” (utwór instrumentalny) – 2:45 5. „Od dawna” (utwór instrumentalny) – 2:41 6. „Reaktywacja” (a cappella) – 2:04 7. „Od dawna” (a cappella) – 2:27 |  | Strona B 1. „Abstrakcja” (rap: Eldo, Juzek, produkcja: Bitnix, Greenhouse) – 4:11 2. „Reaktywacja (wersja B)” (rap: Eldo, Juzek, scratche: DJ Panda, produkcja: Kociołek) – 2:25 3. „Nie mam czasu / List do ciebie (remiks)” (rap: Eldo, Juzek, produkcja: Bitnix) – 3:28 4. „Abstrakcja” (utwór instrumentalny) (produkcja: Bitnix, Greenhouse) – 4:16 5. „Wiara czyni cuda” (rap: Eldo, Juzek, produkcja: Bitnix) – 2:00 |